# 撒謊 (遊戲)
《撒謊》（又译作）是由英國遊戲設計師萨姆·巴洛和Furious Bee工作室開發並由Annapurna Interactive發行在iOS、macOS和Microsoft Windows的互動式電影遊戲，於2019年8月23日公開發售。該作是繼2015年的《她的故事》後，巴洛再次利用真人動作全動態影像技術，四位演員分別是羅根·馬歇爾-格林、雅莉珊卓·希普、凱莉·畢許和安潔拉·薩拉費恩。四位演員的影像會用在遊戲中的視訊通話場景，玩家需要使用遊戲提供的道具將事件拼湊在一起，以確定誰在撒謊和解開整個謎團。

## 遊戲玩法

《撒謊》內自帶操作系統的虛擬桌上電腦屏幕，圖中可見玩家角色的映射

巴洛形容《撒謊》與《她的故事》一樣都是一款「桌電驚悚遊戲」，玩家可以通過已存儲的視頻片段和虛擬電腦桌面上顯示的其他信息參與互動式電影。遊戲有著許多視頻片段，其中大多存儲在從美国国家安全局得到的軟件「Retina」上。玩家只要輸入關鍵字，播放器就會播放有該字被說出的影片，從而整理事件的時間軸，同時也要找出為何作中四個中心人物會成為電子監控的對象，以及玩家人物在這些事件中扮演的角色。然而，「Retina」只會提供視訊通話共中一方的影像和音頻，玩家要確定哪些片段存在關聯性，以及影片中的人與其餘30多人的潛在交互。另外，玩家還可以在《撒謊》的虛擬桌上電腦屏幕上看到自己操縱的女性角色。 
玩家可以前後滾動影片，標記字幕中的某些單詞以用作搜索，並可以在遊戲中置的便箋內做筆記。由於遊戲內的桌電需從硬碟加載資料的關係，玩家只可以在有限的時間內觀看一條影片，且若要查看更多內容的話就需要從頭開始播放，同時還會刪除原影片中的所有註腳和書籤。巴洛估計《撒謊》的遊戲內容大約是《她的故事》的四到五倍。玩家在遊戲中可能會遇到三種不同的結局，而得出哪一個結局則取決於他們最常瀏覽哪個角色的視頻。

## 開發
巴洛在2016年1月開始開發《撒謊》時把其視作是《她的故事》的精神續作，儘管前者繼續以全動態影像為遊戲的主要賣點，但故事敘述卻與《她的故事》完全無關。由於有一些人希望他撰寫另一個謀殺案謎團劇本，以及安排另一批演員來直接改編《她的故事》的關係，巴洛決定在採取更冒險的做法的同時利用《她的故事》的各個方面，使玩家可以透過影片片段來更多地了解主角。巴洛隨後以電子監控為《撒謊》的中心主題，原因是為人父親的他處處想追蹤自己未成年兒子的網上行為。在調查美國國家安全局與英國軍情六處所使用的監控方法時，巴洛了解到由政府通訊總部進行的視神經行動，發現到該行動與《她的故事》有多處相同的地方。
2017年7月，巴洛正式公佈新作的標題為《撒謊》，其內會包含三至四個關鍵角色，並將由Annapurna Interactive發行。他形容該作是1974年《竊聽大陰謀》和2011年電影《性愛成癮的男人》的結合體。遊戲的拍攝工作預定在2017年底或2018初開始。在拍攝的時候，巴洛要求角色與角色之間的對話要顯得自然一點，因此最理想的是在雙方交談的同時在不同的位置各自為他們拍攝。為了做到這一點，拍攝團隊租用了一個具有許多不同住宅和建築物的樓群，而這個樓群正正符合腳本中所要求的不同位置。通過這種做法，演員們以視像通話的形式將他們的台詞錄在不同的位置，巴洛和其他導演則在各個場景之間指揮他們。拍攝主要按照故事敘述的時間順序進行，並拍攝了將近100多個小時的鏡頭，但其中只有約十多個小時用在遊戲本身。
2019年3月，巴洛發佈《撒謊》的第一部預告片，該作隨後在同年8月23日在iOS、macOS和Microsoft Windows平台上發行。

## 反應
《撒謊》在發行後收到的大多都是正面的評價。在Metacritic上，其PC版根據32條評論得出84/100分，而iOS版則為7條評論的87/100分，兩者皆屬「大致正面評價」級別。
IGN的塞繆爾·霍爾蒂（Samuel Horti）為《撒謊》打出9/10分，他盛讚該作擁有其看過所有作品中最出色的演員演技，唯一一處可挑剔的地方是稍顯笨拙的使用者介面，但作中尖銳的文筆和曲折的劇情仍使它成為其中一個必玩的偵探遊戲之一。Game Informer的埃莉絲·法維斯（Elise Favis）打出與前者相同的分數，她表示該作有著出色的演技和令人印象深刻的核心謎團，還有能在適當時機喚起情感的柔和BGM和易於使用的桌面界面。而GameSpot的菲爾·霍恩肖（Phil Hornshaw）則給予《撒謊》7/10分，稱該遊戲有著細膩而曲折的故事、增添深度的出色演技和可輕鬆追蹤線索的智能導航機制，但也指出其存在過份依賴玩家自主行動和故事略為脫節的問題。
| 年份 | 獎項               | 類別                         | 結果 | 來源                 |
| ---- | ------------------ | ---------------------------- | ---- | -------------------- |
| 2019 | 金摇杆奖           | 最佳敘事                     | 提名 | [ 23 ] [ 24 ] [ 25 ] |
| 2019 | 金摇杆奖           | 最佳獨立遊戲                 | 提名 | [ 23 ] [ 24 ] [ 25 ] |
| 2019 | 金摇杆奖           | 最佳演出（羅根·馬歇爾-格林） | 獲獎 | [ 23 ] [ 24 ] [ 25 ] |
| 2019 | 金摇杆奖           | 終極年度遊戲                 | 提名 | [ 23 ] [ 24 ] [ 25 ] |
| 2019 | 好萊塢傳媒音樂大獎 | 最佳預告片歌曲/配樂          | 提名 | [ 26 ]               |
| 2019 | 鈦獎               | 最佳敘事設計                 | 提名 | [ 27 ]               |

## 外部連結
- 官方网站